# Еріх Альфред Бройнінг
Еріх Альфред Бройнінг (нім. Erich Alfred Breuning; 16 жовтня 1897, Ротвайль — 28 листопада 1978, Лас-Пальмас-де-Гран-Канарія) — німецький військово-морський діяч, контр-адмірал крігсмаріне (1 червня 1943). Кавалер Німецького хреста в золоті.

## Біографія
3 січня 1916 року вступив на флот добровольцем. Закінчив курс військово-морського училища в Мюрвіку (1916). Учасник Першої світової війни, служив на надводних кораблях. З 25 лютого 1919 року — вахтовий офіцер легкого крейсера «Кельн», 22 червня 1919 року — інтернований британськими військами. 31 січня 1920 року звільнений. З червня 1920 року служив на міноносцях. З 28 вересня 1925 року — ад'ютант і вахтовий офіцер крейсера «Німфа», з 30 вересня 1927 року — командир тральщика М-122, з 24 вересня 1929 року — викладач військово-морського училища в Мюрвіку. 1 квітня 1932 року переведений в експериментальне мінне командування, а 21 вересня 1934 року призначений 3-м офіцером Адмірал-штабу в штабі командувача розвідувальними силами. З 16 жовтня 1936 року — радник з питань використання мін Оперативного управління ОКМ. 21 вересня 1942 року призначений командиром 3-й охоронної дивізії флоту, з 1 червня 1943 по 25 вересня 1944 року — командувач охоронними силами на Заході. 28 жовтня 1944 року призначений начальником штабу націонал-соціалістичного керівництва в складі ОКМ. 8 травня 1945 року взятий в полон союзниками. 17 травня 1948 року звільнений.

## Нагороди
- Залізний хрест 2-го класу (1918)
- Почесний хрест ветерана війни з мечами (5 січня 1935)
- Медаль «За вислугу років у Вермахті» 4-го, 3-го і 2-го класу (18 років; 2 жовтня 1936) — отримав 3 нагороди одночасно.
- Застібка до Залізного хреста 2-го класу (27 листопада 1939)
- Хрест Воєнних заслуг
  - 2-го класу з мечами
  - 1-го класу з мечами (9 листопада 1941)
- Орден Зірки Румунії, командорський хрест з мечами (14 березня 1942)
- Орден Хреста Свободи 2-го класу з мечами (Фінляндія; 25 березня 1942)
- Залізний хрест 1-го класу (25 квітня 1943)
- Німецький хрест в золоті (24 вересня 1944)